# SN 2005ht
SN 2005ht – supernowa typu Ia odkryta 11 października 2005 roku w galaktyce A205024-0010. W momencie odkrycia miała maksymalną jasność 21,50m.